# 硝酸甘油
硝酸甘油（nitroglycerin，NTG）又稱硝化甘油、甘油三硝酸酯（glyceryl trinitrate，GTN）、三硝酸甘油酯、硝酸甘油酯等，化學式為C3H5N3O9，是甘油的三硝酸酯，为一种无色或微黄色的液体，在制药、军事和爆炸物行业具有广泛的应用。
1847年由都灵大学的化學家索布雷洛合成。常有人誤解「硝酸甘油」是瑞典化學家阿爾弗雷德·諾貝爾發明的，事實上諾貝爾發明的是在1866年利用硝酸甘油發展高穩定性、防誤爆的矽藻土炸藥。

## 物理特性
纯品无色透明。在13℃时冻结，沸点256℃，相对密度1.5931（20/4℃）。微溶于水。

## 化学特性
本品具有一般硝基化合物的反应性，如硝基可被还原至亚硝基、氨基。
此外，本品极易由于受热、撞擊而爆炸，使用时应注意防护。

## 制备方法
由甘油和浓硝酸：浓硫酸为1：3体积比的混酸硝化制得。此实验具有爆炸危险性，硝酸甘油在室温下或由桌面高度掉落地面即可引爆。

丙三醇(甘油)经硝酸与硫酸混合硝酸化(酯化)制得硝酸甘油

硝酸甘油分解成二氧化碳，水，氮和一氧化氮

## 应用
诺贝尔发明了一种使硝酸甘油稳定的方法，至今已发展到数百种配方，但原理都是把硝酸甘油和挥发性低的次级炸药，各类其他配料，粘结剂，填充料等混合在一起，如硝化纤维，矽藻土等等。

### 醫療使用
医药上用作血管扩张劑，其作用机理为扩张小动脉和小静脉，但扩张小静脉的作用超过小动脉。制成0.3%硝酸甘油片剂，舌下给药，吞服无效，作用迅速而短暂，效果极强。用于治疗冠狀動脈狹窄引起的急性心绞痛，如多次服用会降低药效。血壓過低及有服用威而鋼等會使血管擴張的藥物時，可能引發昏倒甚至休克。且對於冠狀動脈堵塞無效，應盡速就醫治療。